# مک‌لارن پی۱
مک‌لارن پی۱ (به انگلیسی: McLaren P1) (با اسم رمز P12) یک خودروی اسپورت پرچمدار است که توسط برند بریتانیایی مک‌لارن تولید می‌شود. این خودرو که توسط طراح خودرو آمریکایی فرانک استیفنسون طراحی شده است، دومین خودرو از سری Ultimate مک‌لارن پس از مک‌لارن اف۱ است. پی۱ که به‌عنوان جانشین معنوی اف۱ در نظر گرفته می‌شود، یکی از نخستین خودروهای اسپورت با عملکرد بالا بود که با فناوری هیبریدی معرفی شد. پورشه ۹۱۸ اسپایدر آغاز به دریافت سفارش‌های پیش از پی۱ کرده بود و لافراری در کنار آن معرفی شد. نخستین بار به‌عنوان یک خودروی مفهومی در بیستمین سالگرد اف۱ در نمایشگاه خودروی پاریس ۲۰۱۲ نشان داده شد، پی۱ نخستین نمایش خود را در نمایشگاه بین‌المللی خودرو ژنو ۲۰۱۳ انجام داد.
مانند به اف۱، پی۱ موتور وسط، محور عقب است و دارای فیبر کربن شاسی یکپارچه است. استفنسون الهام‌بخش قطعات ماشین را از بادبان‌ماهی که هنگام تعطیلات در میامی دید، گرفت. در مجموع، ۳۷۵ دستگاه تولید شد، با چندین نسخه ویژه مانند پی۱ جی‌تی‌آر قانونی غیرجاده‌ای و پی۱ ال‌ام در میان سایرین که دوره‌های تولید کمتری داشتند.